# Mr. Simple
Albums de Super Junior
Bonamana
(2010)
Singles
1. Mr. Simple
Sortie : 2 août 2011
2. Superman
Sortie : 22 août 2011
3. A-Cha
Sortie : 19 septembre 2011

Mr. Simple (coréen: 미스터 심플) est le cinquième album studio du boys band sud-coréen Super Junior, sorti le 3 août 2011 chez SM Entertainment. Il s'est vendu à 79,152 exemplaires au bout de la première semaine après la sortie de l'album en Corée du Sud, ce qui lui permit d'atteindre directement la première place des charts coréens. Selon le Gaon Chart, 287,427 copies de l'album ont été vendues après environ un mois d'exploitation. Une réédition nommée "A-cha", avec quatre titres supplémentaires par rapport à l'album de base, sortit le 19 septembre 2011.

## Liste des pistes
| 1.    | Mr. Simple                                           | Yoo Young-jin               | Yoo Young-jin                                                                          | 3:59 |
| 2.    | Opera (오페라; Opera)                                | Kenzie                      | Thomas Troelsen, Engelina Larsen                                                       | 3:01 |
| 3.    | Be My Girl (라라라라; Lalalala)                      | Kim Bu-min                  | Lanz, Henri Jouni Kristian, William Rappaport, Aku Rannila, Julimar Santos (aka J-son) | 3:09 |
| 4.    | Walkin'                                              | Misfit                      | Denzil Remedios, Kibwe Luke, Sharif Slater, Ryan Jhun                                  | 3:46 |
| 5.    | Storm (폭풍; Pokpung)                                | Kim Jung-bae                | Kenzie                                                                                 | 4:16 |
| 6.    | Good Friends (어느새 우린; Eoneusae Urin)            | Yoon Jong-shin              | Yoon Jong-shin                                                                         | 3:57 |
| 7.    | Feels Good (결투; Gyeoltu)                           |                             | Denniz Jamm, Qwan                                                                      | 3:19 |
| 8.    | Memories (기억을 따라; Gieogeul Ttara)               | Park Jun-soo, Lee Yoon-jong | Park Jun-soo                                                                           | 4:11 |
| 9.    | Sunflower (해바라기; Haebaragi)                      | Hong Ji-yoo                 | Brandon Fraley                                                                         | 3:52 |
| 10.   | White Christmas (엉뚱한 상상; Eongttunghan Sangsang) | Jinu (Hitchhiker)           | Jinu (Hitchhiker)                                                                      | 3:36 |
| 11.   | Y                                                    | Donghae, Chance             | Donghae, Chance, Super D                                                               | 3:27 |
| 12.   | My Love, My Kiss, My Heart                           | Kim Taesung                 | Denzil Remedios, Kibwe Luke, Sharif Slater, Ryan Jhun                                  | 3:40 |
| 13.   | Perfection (태완미; Taewanmi)                        | Lee Won-geun                | Mikkel Remee Sigvardt, Thomas Troelsen                                                 | 3:24 |
| 47:37 |                                                      |                             |                                                                                        |      |

| 1. | Superman | Yoo Young-jin | Yoo Young-jin | 3:21 |

| 2. | A-cha                     | Kim Bu-min                                           | Hitchhiker                       | 3:18 |
| 4. | Oops! (featuring f(x))    | Leeteuk, Heechul, Shindong, Eunhyuk, Donghae, Misfit | Kalle Engstrom, William J Fuller | 3:44 |
| 5. | A Day (하루에; Harue)     | Kim Jungbae                                          | Kenzie                           | 3:27 |
| 6. | Andante (안단테; Andante) | Misfit                                               | Leeteuk, Henry, Kim Kyuwon       | 3:06 |

## Classements
| Classement (2011) | Meilleure position |
| ----------------- | ------------------ |
| Corée du Sud      | 1                  |